# Carasi
Carasi ist eine Stadtgemeinde in der philippinischen Provinz Ilocos Norte. In dem 157 km² großen Gebiet wohnten im Jahre 2015 1567 Einwohner, wodurch sich eine Bevölkerungsdichte von 10 Einwohnern pro km² ergibt. Das Gebiet ist sehr bergig und schwer zu bewirtschaften. Durch Carasi fließen auch die zwei Flüsse Cora und Macuton.
Carasi ist in folgende drei Baranggays aufgeteilt:
- Angset
- Barbaqueso
- Virbira